# 折紙戦士
『折紙戦士』（おりがみせんし、摺紙戰士、Origami Warriors、 접지전사）は、中華民国（台湾）の漫画家・周顕宗による折り紙を題材とした漫画作品、またそれを原作として日本・韓国・中国が共同制作したファンタジーとアドベンチャーテレビアニメ作品である。
2006年1月13日より韓国SBSにて放送された。日本未放送だが玩具のパッケージには『聖天折紙戦士ドラファラード』と日本語タイトルが表記されている。
日本から参加するウィズは玩具展開と日本人スタッフのプレプロダクションを担当する。

## あらすじ
かつて古代に折紙文明という文明があった。そこでは人々は折紙から不思議な生命体・折紙獣を創造する能力を持っていた。現在ではこの古代折紙文明のことは忘れ去られていたが、闇の組織「黒の連盟」がその秘密を探り出し、世界征服に利用しようとしていた。それを阻止すべく、ワン教授の弟子である姫野達克(ひめの たつあき)は折紙秘法を盗みワン教授の自宅へ向かうが、追っ手に追いつかれる。
そこへ現れたワン教授の息子ワン・ジージェは、自宅で展開されるダーキィ教授と黒の連盟の戦いに巻き込まれ、その秘められた力で黄金天龍ジェイファンを召喚して戦う。こうして、ワン・ジージェとその友達のリリアン、オズワルド、ブルタンクは黒の連盟との戦いに巻き込まれていくのだった。

## キャラクター

### 折紙戦士たち
ワン・ジージェ (왕지철, 王志哲)
14歳。折紙バトルが大好きな少年だが、緊張するとまともに折紙を折ることができない。たとえバトルでボロ負けしても、めげることを知らず、常に前向きな性格。両親は古代折紙文明を研究している。
竜の精霊ハオロンと契約し、折紙獣・チャンジェンロン(パワー21)を召喚する。精霊界に行ってからはホンイェンロン(パワー24)も召喚できるようになる。
リリアン (정여린, 鄭麗吝)
13歳。いつも元気な女の子。常にデジカメを持ち歩いている。花の精霊ジャスミンと契約し、折紙獣・フラウリリィ(パワー13)を召喚する。精霊界から戻ってからはフラウリリィからフラウディオン(パワー16)にレベルアップする。
オズワルド (서대진, 徐代進)
15歳。いつも沈着冷静なメガネ少年。折紙バトルでもその優秀さを発揮する。リーリャンのことが好き。父親は都市の防衛隊隊長。
鶴の精霊リンリンと契約し、折紙獣・ソニックバレッタ(パワー14)を召喚する。精霊界から戻ってからはソニックバレッタからライジングバレッタ(パワー18)にレベルアップする。
ブルタンク (퉁이)
13歳。リリアンのことが好きな大食漢。
折紙道具（飛行艇やドリルメカなど）を折ることができるが、折紙戦士ではないため自分で操縦することができない。しかし、精霊界など精霊エネルギーが満ち溢れている場所では操縦可能。
マシュー (광룡, 狂龍)
15歳。謎の少年。シリーズ前半ではジージェたちがピンチになると現れて助けてくれる。
いつもはクールだが、母親そっくりのメイリス先生の前では甘えん坊となってしまう。
竜の精霊と契約し、折紙獣・白銀狂龍ハイデスドラゴン(パワー22)を使役する。
ダーキィ (현달국, 玄達國)
メイリス(여선생)
タオ
パイタン(파이탄)
黒の連盟盟主 (맹주)
ヘイラン・ロウ (헤이랑 로우)
ヘイラン・ジェイジェイ (헤이랑 제제)
ヘイラン・メイメイ (헤이랑 메이메이)
フレイム (홍란)
ブリジット・ロゼ (브리짓)
ザ・ブルートゥース (블루투스)

### 折紙獣
- 黄金天龍ジェイファン
- ホンイェンロン
- チャンジェンロン
- ソニックバレッタ
- フラウリリィ
- 白銀狂龍ハイデスドラゴン
- メテオファング
- デビルファング
- アサルトズィーガー
- ギガファント
- シケーダ
- モグラーザ
- ジャードッグ
- メガラット
- フライモス
- トンボード
- イェルピョンピョン
- アースドラゴン
- カブティック
- アルペンローゼス
- 白竜神ゼウス

## 折紙等級
紫→藍→青→緑→黄→橙→赤→白→灰→黒→銀→金。もあり、外の仕様、绝色(透明)。
他の色の折り紙、道具を召喚するために使用することができ。

## スタッフ
- 企画：SBS、ウィズ
- 原作：「折紙戦士」- 周顕宗
- 総監督：パク・ウヒョン
- 監督：知吹愛弓
- シリーズ構成：武上純希、チョ・ジョンヒ
- 脚本：早川正、山田隆司、大橋志吉、静谷伊佐夫、キム・オンジョン
- キャラクターデザイン：只野和子、松下浩美、大河広行、ウィ・ヒョンス
- 美術監督：土師勝弘、チョン・ユンチョル
- 色彩設計：永井留美子、イ・ソンホ
- テクニカルディレクター：ナムグン・ジン
- 企画プロデューサー：イ・キョンスク、キム・ジェヨン、クォン・ヨンスク
- 制作プロデューサー：クォン・ホジン、ソン・ハムク、ノ・ジョンヒョン
- アニメーションプロデューサー：ホン・ジェミナ、カン・ソグ、キム・ジョンギュ、アン・ユソプ
- アニメーション制作：同友アニメーション、（財）江原情報映像振興院
- 制作：SBSプロダクション
- 製作：折紙戦士製作委員会（SBS、SBSプロダクション、SBSi、同友アニメーション、江原情報映像振興院、上海メディアグループ、パーフェクトメディアインターナショナル、Animation International）

## 主題歌
- 歌:東方神起
  - オープニング:「Free your mind (音反名:TRAX)」
  - エンディング:「Your LOVE is all I need」